# Gliese 902
Gliese 902 è una stella di classe spettrale K3-V, distante circa 37 anni luce dal Sistema solare e di magnitudine apparente +7,09. Di tipo spettrale K3V, si tratta di una stella che, come il Sole, fonde idrogeno all'interno del suo nucleo. Rispetto al Sole è più piccola e fredda, con una massa che è circa il 72% di quella solare.